# IC 2301
IC 2301 је појединачна звијезда у сазвјежђу Рак која се налази на листи објеката дубоког неба у Индекс каталогу.
Деклинација објекта је + 18° 26' 4" а ректасцензија 8h 20m 13,9s.